# Alva (Oklahoma)
Alva es una ciudad ubicada en el condado de Woods en el estado estadounidense de Oklahoma. En el año 2010 tenía una población de 4945 habitantes y una densidad poblacional de 810,66 personas por km².

## Geografía
Alva se encuentra ubicada en las coordenadas 36°48′07″N 98°39′57″O / 36.80194, -98.66583 (36.801931, -98.665959).

## Demografía
Según la Oficina del Censo en 2000 los ingresos medios por hogar en la localidad eran de $27,432 y los ingresos medios por familia eran $38,041. Los hombres tenían unos ingresos medios de $27,531 frente a los $17,981 para las mujeres. La renta per cápita para la localidad era de $17,966. Alrededor del 17.1% de la población estaban por debajo del umbral de pobreza.